# Franklin (unité)
Pour les articles homonymes, voir Franklin et esu.
Le franklin (de symbole Fr), ou statcoulomb (statC), ou encore unité de charge électrostatique (esu, pour electrostatic unit), est une unité de charge électrique. 
Cette unité appartient au système d'unités CGS et ne fait pas partie du système d'unités SI. 
L'unité du Système international est le coulomb. La conversion est donnée par la relation :

{\displaystyle 1\;\mathrm {Fr} =1\;\mathrm {statC} ={\frac {0{,}1}{c}}\;{\rm {A\cdot m\approx 3{,}335\,641\times 10^{-10}\;C}}}

où c est la vitesse de la lumière.